# Deadvlei
Deadvlei je kotanja z belo glino v bližini bolj znanih solin Sossusvlei v narodnem parku Namib - Naukluft v Namibiji. Deadvlei ali Dead Vlei pomeni "mrtvo močvirje" (angleško dead – mrtev in afrikansko vlei – jezero ali močvirje v dolini med sipinami), izvirno afrikansko ime je domnevno Dooie Vlei. Ime nekateri nepravilno prevajajo v "mrtva dolina"; vlei ni dolina (afrikansko je dolina vallei). [1] Kotanja je posušen vlei.
Deadvlei je obdan z najvišjimi peščenimi sipinami na svetu, visoke so od 300 do 400 metrov (imenujejo se  Big Daddy ali Crazy Dune), ležijo na terasi iz peščenjaka.
Glinasta kotanja je nastala po deževju, ko je reka Tsauchab poplavljala in ustvarjala začasne plitve bazene. Obilje vode je omogočalo, da so rasla drevesa kameljega trna (Vachellia erioloba). Ko se je podnebje spremenilo, je območje prizadela suša in peščene sipine so vdrle v kotanjo, ki je ustavila reko.
Drevesa so umrla, ker ni bilo več dovolj vode za preživetje. Ostali sta salsola in buča nara, ki sta prilagojeni za preživetje z jutranjo meglico in zelo redkimi padavinami. Preostala drevesa, za katera verjamejo, da so umrla pred 600 ali 700 leti, so zdaj črna, ker jih je ožgalo močno sonce.   Čeprav niso okamnela, se les ne razgradi, ker je tako suho. 
Leta 2000 so deloma tukaj posneli  psihotriler  Celica (The Cell), v katerem igra Jennifer Lopez.
Bollywoodski film Ghajini je bil tukaj posnet leta 2008.